# Vezér Éva
Vezér Éva (Dorog, 1957. április 5. – Budapest, 2014. március 28.) médiamenedzser.

## Tanulmányai, munkássága
A dorogi Zrínyi Ilona Általános Iskolában végezte alapiskolai tanulmányait, majd az esztergomi Dobó Katalin Gimnáziumban érettségizett le. A Külkereskedelmi Főiskolán szerzett diplomát, emellett angol, francia, és spanyol felsőfokú nyelvvizsgát is tett. A Hungarofilmnél, a Budapest Filmnél, az UIP-Duna Filmnél és a Duna Televíziónál vált ismert filmes szakemberré, majd a Magyar Filmuniónál dolgozott. Számos hazai és külföldi filmfesztivál szervezésében vállalt jelentős szerepet ( Magyar Filmszemle, Cannes, Velence, Karlovy Vary, Berlin, Toronto, Pusan stb.) Tagja volt az Európai Filmakadémiának, igazgatótanácsi tagja az European Film Promotion - Hamburgnak.
A 2011-es cannes-i fesztiválon tagja volt az Arany Kamera zsűrijének.